# Перлов, Аарон
Аарон Перлов (Раби Аарон бар Яаков Перлов из Карлина) (ивр. אהרן הגדול מקרלין‎) (1736 — 1772) — основатель карлин-столинской хасидской династии.

## Биография
Пишут, что его родители, цадик нистар (скрытый праведник) раби Яаков из Пинска и ребецен Перл, в течение долгих лет оставались бездетными, а затем, благодаря благословению Исраэля Бааль-Шем-Това (Бешта), у них родился сын, названный Аароном. Был одним из ближайших учеников Магида из Межирича.
Влияние Аарона из Карлина было столь значительным, что на территории современных Литвы и Белоруссии всех хасидов стали называть «карлинер», а в документах российской администрации последователи Бешта еще долго значились «каролинами». Признавая его исключительное значение в распространении хасидского учения, в среде хасидов называли «ребе Арн дер гройсер» (идиш רבי אהרן דער גרויסער‎). По свидетельству учеников, он обладал такой силой обращать людей к религии, что практически лишал их свободы выбора. Умер в возрасте тридцати шести лет ещё при жизни своего наставника, Магида из Межирича.
Почти сразу же раввинский суд Вильно вынес «великий херем» (шаммата?), отлучающий всех последователей хасидизма от еврейской общины. Многие малые общины, созданные Аароном из Карлина, были разогнаны, а обнаруженные хасидские сочинения сожжены. Позднее некоторые из его учеников вместе с группой, возглавляемой Менахемом-Мендлом из Витебска, «поднялись» на Землю Израиля и поселились в Тверии.
Учеников, оставшихся в Белоруссии, сумел объединить его сын Ашер Перлов (1765—1826), который поселился в Столине, расположенном южнее Карлина — с тех пор это направление хасидизма стало называться «карлин-столинским». Духовное наследие отражено в составленной его внуком книге Бейт Аарон (Дом Аарона).